# Khaoula Ben Hamza
Khaoula Ben Hamza, née le 18 mai 1981 à Tunis, est une taekwondoïste tunisienne.

## Carrière
Khaoula Ben Hamza termine deuxième du tournoi africain de qualification olympique à Tripoli en 2007 dans la catégorie des plus de 68 kg. La même année, elle est médaillée de bronze dans la catégorie des moins de 63 kg aux Jeux africains de 2007 à Alger. En 2008, elle termine troisième de l'Open de Trelleborg en moins de 72 kg, remporte la médaille d'or des mondiaux juniors à Izmir en plus de 68 kg mais est éliminée en repêchages des Jeux olympiques de 2008.
Championne d'Afrique des moins de 73 kg en 2009 à Yaoundé, elle remporte deux ans plus tard l'or aux Jeux africains de 2011 à Maputo dans la catégorie des plus de 73 kg. En 2012, elle termine deuxième du tournoi africain de qualification olympique au Caire en plus de 67 kg ; elle est éliminée au premier tour des Jeux olympiques de 2012.